# KCNE4
KCNE4 (англ. Potassium voltage-gated channel subfamily E regulatory subunit 4) – білок, який кодується однойменним геном, розташованим у людей на короткому плечі 2-ї хромосоми.  Довжина поліпептидного ланцюга білка становить 221 амінокислот, а молекулярна маса — 23 806.
| 10         |  | 20         |  | 30         |  | 40         |  | 50         |
| ---------- |  | ---------- |  | ---------- |  | ---------- |  | ---------- |
| MHFLTIYPNC |  | SSGVVRAQSR |  | TEQKNPLGLD |  | DLGIQNLGQT |  | VSLAPAVEAA |
| SMLKMEPLNS |  | THPGTAASSS |  | PLESRAAGGG |  | SGNGNEYFYI |  | LVVMSFYGIF |
| LIGIMLGYMK |  | SKRREKKSSL |  | LLLYKDEERL |  | WGEAMKPLPV |  | VSGLRSVQVP |
| LMLNMLQESV |  | APALSCTLCS |  | MEGDSVSSES |  | SSPDVHLTIQ |  | EEGADDELEE |
| TSETPLNESS |  | EGSSENIHQN |  | S          |  |            |  |            |

A: Аланін

C: Цистеїн

D: Аспарагінова кислота

E: Глутамінова кислота

F: Фенілаланін

G: Гліцин

H: Гістидин

I: Ізолейцин

K: Лізин

L: Лейцин

M: Метіонін

N: Аспарагін

P: Пролін

Q: Глутамін

R: Аргінін

S: Серин

T: Треонін

V: Валін

W: Триптофан

Кодований геном білок за функціями належить до іонних каналів, потенціалзалежних каналів. 
Задіяний у таких біологічних процесах як транспорт іонів, транспорт, транспорт калію, поліморфізм. 
Білок має сайт для зв'язування з калію. 
Локалізований у мембрані.